# عشق‌های هرکول
عشق‌های هرکول (ایتالیایی: Gli amori di Ercole) یک فیلم مشترک بین‌المللی محصول ۱۹۶۰ با بازی جین منسفیلد و همسرش میکی هارگیتای است. این فیلم در سطح جهانی با عنوان هرکول در مقابل هیدرا توزیع شد.

## کتابشناسی
- Kinnard, Roy; Crnkovich, Tony (2017). Italian Sword and Sandal Films, 1908-1990. McFarland. ISBN 978-1476662916.